# نسخه‌های جایگزین بتمن
این لیست شامل تمام نسخه‌های بتمن در تمام فیلم های جهان های چندگانه دی‌سی کامیکس است.

## کمیک‌ها

### نگاره‌های اصلی
- بروس وین بتمن اصلی
  - بتمن زور-ان-آره، همزادی مهار نشده که بتمن برای حفاظت از خودش در صورت تهاجم به روان پایه‌ای‌اش ساخت.
- ازرائل. بعد از اینکه بین کمر بتمن را در سال ۱۹۹۳ شکست، ژان پل والی و بعد از مرگ او شخصی به نام مایکل واشینگتن لین نقش بتمن را به عهده میگیرد.
- دیک گریسون بعد از اینکه ازرائل مجبور به کنار گذاشتن بتمن می‌شود و قبل از بازگشت بروس وین، هویت بتمن را به عهده می‌گیرد. بعد از مرگ ظاهری بروس، دیک گریسون بدل به بتمن جدید می‌شود. با بازگشت بروس، دیک به ایفای نقش نایت‌وینگ بازمی‌گردد.
- در اتحاد با آرتورو رودریگز خبرنگار، ماسک سیاه کمپینی را برای بی‌اعتبار کردن بتمن طی جنایت جنگی آغاز می‌کند. در حالی که رودریگز در مطبوعات به بتمن حمله می‌کند، ماسک سیاه در هیبت بتمن دست به ارتکاب چند قتل می‌زند.
- جیسون تاد در مجموعهٔ «جنگ برای راهب» دوباره ظاهر شد. جیسن با پوشیدن نسخه‌ای از لباس بتمن، با میزان کمی از اخلاق، نبرد با موج رو به گسترش تبهکاری را آغاز کرد. او به قربانیان تبهکارش یادداشتی الصاق می‌کرد که تنها بتمن و بتمن حقیقی است. او حتی غار خودش را هم ساخت و در آن تبهکاران را گرسنگی و تا حد مرگ شکنجه داد.
- تیم دریک به دفعات به عنوان یک انتخاب ممکن برای آیندهٔ بتمن نمایش داده شده است. او در «گناه جوانان: رابین و پسر خفاشی» لباس بتمن را می‌پوشد. در «جنگ برای راهب» او نسخه‌ای از لباس بتمن را به تن می‌کند.
- دیمین وین هم به عنوان بتمن در یکی از آینده‌های ممکن نشان داده شده است. او از بروس و دیک به عنوان دارندگان پیشین عنوان یاد می‌کند و گربه‌ای دارد که آلفرد نامیده شده است.
- تری مک‌گینیس در بتمن شماره ۷۰۰ به عنوان نفر بعدی صاحب شنل نشان داده می‌شود. دامیان وین در پوشش بتمن تری را که در کودکی است و تحت گروگان‌گیری Two-Face-Two است از دست او نجات می‌دهد. Two-Fac-Two تصور می‌کرد که تری مک‌گینیس نه فرزند وارن و مری مک‌گینیس، بلکه یکی از زوج پسران دوقلوی بیلیونرها است. Two-Face-Two با استفاده از سم جوکر، تری را به بدل مینیاتوری شاهزادهٔ دلقک‌نمای تبهکاری تبدیل می‌کند. دامیان بعد از نجات تری، پادزهر را تزریق می‌کند. دهه‌ها بعد از آن رخداد، دامیان وین پیر، آموزگار مک‌گینیس می‌شود، که بدل به شوالیهٔ سیاه جدید می‌شود.[۱]

### فلش پوینت
دنیای فلش پوینت ، واقعیت تغییریافتهٔ زمین اصلی در جهان های چندگانه دی‌سی کامیکس است.در واقعیت تغییریافتهٔ مجموعهٔ فلش پوینت، توماس وین بعد از اینکه همسر و پسر کوچکش در برابرش به قتل رسیدند، تبدیل به بتمن شده است.